# Grant Crack
Grant Crack, né le 2 avril 1963, est un homme politique canadien. 
Il est élu à l'Assemblée législative de l'Ontario lors de l'élection ontarienne de 2011. Il est le député qui représente la circonscription électorale de Glengarry-Prescott-Russell du caucus du Parti libéral de l'Ontario.
Avant son élection à l'Assemblée législative, Grant a été maire de Glengarry-Nord, ainsi que maire du village d'Alexandria avant la fusion municipale avec Glengarry-Nord. Il a aussi travaillé à plein temps comme gérant au concessionnaire Husqvarna à Alexandria.

## Engagements
Grant Crack parraine le Parlement jeunesse francophone de l'Ontario, comme le faisait son prédécesseur Jean-Marc Lalonde, une activité éducative offerte aux jeunes francophones du secondaire de l'Ontario, organisée par la Fédération de la jeunesse franco-ontarienne et financée par le Ministère de l'Éducation de l'Ontario. Cette activité est une simulation parlementaire offrant aux participants de débattre de projets de lois fictifs dans les sièges des députés de l'Assemblée législative de l'Ontario, à Queen's Park.
Le 2 mars 2017, la chanson Notre place est officiellement reconnue comme l'hymne officiel des Franco-Ontariens par l'Assemblée législative à la suite d'une motion présentée par Crack.